# فرمانده کین: رویاهای کین
فرمانده کین: رویاهای کین (انگلیسی: Commander Keen: Keen Dreams) یک بازی ویدئویی سکوبازی سمت-نورد تک‌نفره برای سکوهای ام‌اس-داس و اندروید می‌باشد که توسط آی‌دی سافت‌ویر توسعه و سافت‌دیسک، تیم سوپر فایتر، فلت راک سافت‌ویر نشر پیدا کرده است.